# Lublin R-IX
Il Lublin R-IX fu un monomotore di linea biplano, sviluppato dall'azienda aeronautica polacca E. Plage i T. Laśkiewicz nei tardi anni venti, e rimasto allo stadio di prototipo.

## Storia del progetto
Nell'estate del 1926 il governo del generale Józef Piłsudski decise di procedere alla nazionalizzazione del servizio di trasporto aereo civile, con la conseguente messa in servizio di nuovi tipi di velivoli. Il responsabile dell'ufficio tecnico della ditta E. Plage i T. Laśkiewicz di Lublino, ingegnere Jerzy Rudlicki, coadiuvato da Jerzy Dąbrowski, decise di realizzare il progetto di un nuovo velivolo, designato Lublin R-IX, derivato da quello del bombardiere leggero ed aereo da ricognizione Lublin R-VIII allora in fase di sviluppo. Gli studi preliminari iniziarono nell'inverno tra il 1927 e il 1928, e prevedevano una diversa struttura della fusoliera, capace di accogliere sei persone. La motorizzazione iniziale era affidata ad un nuovo motore in linea Lorraine-Dietrich a 12 cilindri a W, raffreddato ad acqua, erogante 550 hp, prodotto su licenza in Polonia presso gli stabilimenti Skoda.
Nel corso del 1927 il Ministero dei Trasporti emise un requisito per un nuovo velivolo da trasporto passeggeri, cui risposero le ditte Państwowe Zakłady Lotnicze (PZL), Podlaska Wytwórnia Samolotów (PWS) e Samolot.  Nessuno di questi tre progetti ricevette ordini di produzione, in quanto ritenuti insoddisfacenti dalle autorità. Nel 1928 il Ministero dei Trasporti, deciso a far adottare dalla neocostituita compagnia aerea di bandiera LOT un aereo di produzione nazionale, emise un ulteriore requisito. In risposta furono presentati sei progetti: i PZL T 200, PZL T 400, PZL T 600, PZL "Y", Lublin R-IX, PWS 20T e Samolot M.N.2. Dopo le prime valutazioni il Ministero, in accordo con la LOT che fungeva da principale sponsor, decise di autorizzare la costruzione dei prototipi dei due migliori progetti presentati, il Lublin R-IX e il PWS-20. La decisione finale venne presa nel dicembre dello stesso anno, e il prototipo dell'R-IX, dotato di un propulsore radiale Gnome-Rhône 9A Jupiter da 480 hp, volò per la prima volta il 18 aprile 1929. Nel giugno dello stesso anno fu presentato alla 10ª National Universal Exibition di Poznań.

## Tecnica
Il Lublin R-IX era un biplano, di costruzione mista in legno e metallo. La fusoliera, costruita in tubi d'acciaio, aveva sezione rettangolare, La zona anteriore era rivestita in duralluminio, mentre il resto in compensato e tela. La parte terminale della fusoliera era realizzata in legno rivestito di compensato. L'impennaggio di coda era del tipo classico monoderiva, dotato di piani orizzontali controventati, rivestiti in compensato, mentre il timone era rivestito in tela. La configurazione alare era biplano-sesquiplana, ovvero con ala superiore di maggior apertura dell'inferiore, realizzate con struttura mista e ricoperte in tela. Le due ali, rivestite in tela e compensato, erano collegate tra loro con una coppia di montanti, rinforzati da cavi d'acciaio, la superiore montata alta a parasole e l'inferiore bassa sulla fusoliera.
Il carrello d'atterraggio era un triciclo classico a V, fisso, dotato anteriormente di gambe di forza ammortizzate ed integrato posteriormente da un pattino d'appoggio.
Biposto, dotato di due abitacoli in tandem, l'anteriore destinato al pilota era dotato di parabrezza. La cabina passeggeri posta della fusoliera in posizione centrale, direttamente sotto gli abitacoli di pilotaggio, ospitava all'interno sei persone, ed era riscaldata e ventilata. L'accesso avveniva tramite un portello posizionato sul lato sinistro della fusoliera.
La propulsione era affidata ad un motore Gnome-Rhône 9A Jupiter, a 9 cilindri radiali, raffreddati ad aria, erogante la potenza di 480 hp (353 kW) ed azionante un'elica bipala lignea.

## Impiego operativo
Dopo l'esposizione a Poznań l'aereo venne consegnato alla compagnia aerea LOT, ma i collaudi operativi non diedero buon esito. L'azienda lo trovò inferiore ai Fokker F.VIIA/1m e Junkers F 13 che già operavano per la compagnia, richiedendo molta più manutenzione dei modelli precedentemente citati. Inoltre un rapporto governativo, pubblicato nel dicembre 1928, stabiliva che la formula biplana, applicata ad un aereo da trasporto civile fosse ormai da ritenersi superata.
Il velivolo fu usato brevemente per attività sperimentali, circa due anni, e quindi accantonato in un hangar della compagnia sull'aeroporto di Poznań, per essere successivamente demolito.

## Utilizzatori
Polonia
- LOT